# Клехо
Клехо (Hemiprocne) — рід птахів, єдиний в родині клехових (Hemiprocnidae) ряду серпокрильцеподібних (Apodiformes).

## Поширення
Клехові поширені в Індії, Південно-Східної Азії і на тихоокеанських островах на захід від Соломонових Островів. Селяться в основному на високих деревах, які виступають над пологом лісу.

## Опис
Птахи з довжиною тіла від 15 до 31 см з довгими крилами, вильчатим хвостом, невеликим чубчиком на голові і чорною маскою на обличчі. На відміну від справжніх серпокрильців, четвертий палець на лапі спрямований назад, що дозволяє їм сидіти на гілках дерев. У польоті поєднують маневреність ластівок з високою швидкістю стрижів.

## Спосіб життя
Невелике гніздо клехо споруджують з склеєного слиною листя, пір'я і шматочків кори. Єдине яйце в гнізді закріплюють також за допомогою слини; насиживают обоє батьків, сидячи на гілці і зігріваючи яйце задньою частиною черевця. Основу харчування складають комахи, такі як мухи, дрібні жуки, мурашки, бджоли, яких птахи ловлять, кидаючись із засідки.

## Класифікація
Відомо 4 види клехо, що були описані в проміжок з 1802 по 1833 рік. У 1829 році німецький зоолог Християн Людвіг Нітш виділив рід Hemiprocne, однак тільки після опублікованої в 1990 році класифікації Сіблі-Алквіста відбувся поділ клехо і стрижів на окремі родини, що визнається не всіма науковцями.
Види:
- клехо малий (Hemiprocne comata)
- клехо індійський (Hemiprocne coronata)
- клехо зеленокрилий (Hemiprocne longipennis)
- клехо великий (Hemiprocne mystacea)